# Andrew Scott
Andrew Scott (født 21. oktober 1976) er en irsk skuespiller, som er mest kendt for sin rolle som Jim Moriarty i BBCs tv-serie Sherlock.

## Filmografi

### Film
| År   | Titel                           | Rolle                     | Noter             |
| ---- | ------------------------------- | ------------------------- | ----------------- |
| 1995 | Korea                           | Eamonn Doyle              |                   |
| 1997 | Drinking Crude                  | Paul                      |                   |
| 1998 | Saving Private Ryan             | Soldier on the Beach      |                   |
| 1998 | The Tale of Sweety Barrett      | Danny                     |                   |
| 2000 | Nora                            | Michael Bodkin            |                   |
| 2001 | I Was the Cigarette Girl        | Tim                       | Kortfilm          |
| 2003 | Dead Bodies                     | Tommy McGann              |                   |
| 2009 | The Duel                        | Ivan Andreich Laevsky     |                   |
| 2010 | Chasing Cotards                 | Hart Elliot-Hinwood       | Kortfilm          |
| 2010 | Silent Things                   | Jake                      | Kortfilm          |
| 2012 | Sea Wall                        | Alex                      | Kortfilm          |
| 2012 | The Scapegoat                   | Paul                      |                   |
| 2013 | Legacy                          | Viktor Koslov             |                   |
| 2013 | The Stag                        | Davin                     |                   |
| 2014 | Locke                           | Donal                     | Voice             |
| 2014 | Pride                           | Gethin Roberts            |                   |
| 2014 | Jimmy's Hall                    | Father Seamus             |                   |
| 2015 | Spectre                         | C (Max Denbigh)           |                   |
| 2015 | Victor Frankenstein             | Inspector Roderick Turpin |                   |
| 2016 | Alice Through the Looking Glass | Addison Bennett           |                   |
| 2016 | Swallows and Amazons            | Lazlow                    |                   |
| 2016 | Denial                          | Anthony Julius            |                   |
| 2016 | This Beautiful Fantastic        | Vernon Kelly              |                   |
| 2016 | Handsome Devil                  | Dan Sherry                |                   |
| 2017 | The Hope Rooms                  | Sean                      | Kortfilm          |
| 2017 | The Delinquent Season           | Chris                     |                   |
| 2018 | A Dark Place                    | Donald Devlin             | aka Steel Country |
| 2019 | Cognition                       | Elias                     | Kortfilm          |
| 2019 | 1917                            | Lieutenant Leslie         |                   |
| 2022 | Catherine Called Birdy          | Lord Rollo                |                   |
| 2023 | All of Us Strangers             | Adam                      |                   |
| 2025 | Back in Action                  | TBA                       | Post-production   |
| 2025 | Wake Up Dead Man                | TBA                       | Post-production   |
| 2025 | Pressure                        | James Stagg               | Filming           |
| TBA  | Blue Moon                       | TBA                       | Post-production   |

### Tv
| År        | Titel                                   | Rolle                          | Noter                              |
| --------- | --------------------------------------- | ------------------------------ | ---------------------------------- |
| 1995      | Budgie                                  | Peter                          | TV film                            |
| 1998      | Miracle at Midnight                     | Michael Grunbaum               | TV film                            |
| 1998      | The American                            | Valentin de Bellegarde         | TV film                            |
| 2000      | Longitude                               | John Campbell                  | 4 episodes                         |
| 2001      | Band of Brothers                        | Pvt. John "Cowboy" Hall        | episode: "Day of Days"             |
| 2003      | Killing Hitler                          | Sniper                         | documentary film                   |
| 2004      | My Life in Film                         | Jones                          | 6 episodes                         |
| 2005      | The Quatermass Experiment               | Vernon                         | TV film                            |
| 2007      | Nuclear Secrets                         | Andrei Sakarov                 | episode: "Superbomb"               |
| 2008      | John Adams                              | Col. William Smith             | 4 episodes                         |
| 2008      | Little White Lie                        | Barry                          | TV film                            |
| 2010      | Foyle's War                             | James Devereaux                | episode: "The Hide"                |
| 2010      | Lennon Naked                            | Paul McCartney                 | TV film                            |
| 2010–2017 | Sherlock                                | James "Jim" Moriarty           | 8 episoder                         |
| 2010      | Garrow's Law                            | Captain Jones                  | episode: "Episode #2.2"            |
| 2011      | The Hour                                | Adam Le Ray                    | 2 episodes                         |
| 2012      | Blackout                                | Dalien Bevan                   | 3 episodes                         |
| 2012      | The Scapegoat                           | Paul Spencer                   | TV film                            |
| 2012      | The Town                                | Mark Nicholas                  | 3 episodes                         |
| 2013      | Dates                                   | Christian                      | episode: "Jenny and Christian"     |
| 2016      | The Hollow Crown: The Wars of the Roses | Kong Ludvig                    | episode: "Henry VI, Part 2"        |
| 2016      | Earth's Seasonal Secrets                | Narrator                       | 4 episodes                         |
| 2017      | Quacks                                  | Charles Dickens                | episode: "The Lady's Abscess"      |
| 2017–2021 | School of Roars                         | Fortæller, forskellige stemmer | main cast                          |
| 2017–2018 | Big Hero 6: The Series                  | Obake (stemme)                 | 11 episodes                        |
| 2018      | King Lear                               | Edgar                          | TV film                            |
| 2019      | Fleabag                                 | The Priest                     | 6 episodes                         |
| 2019      | Black Mirror                            | Christopher Michael Gillhaney  | episode: "Smithereens"             |
| 2019      | Modern Love                             | Tobin                          | episode: "Hers Was a World of One" |
| 2019–2022 | His Dark Materials                      | Colonel John Parry / Jopari    | 7 episodes                         |
| 2021      | The Pursuit of Love                     | Lord Merlin                    | 3 episodes                         |
| 2021      | Oslo                                    | Terje Rød-Larsen               | TV film                            |
| 2024      | Ripley                                  | Tom Ripley                     | 8 episodes; also producer          |

### Teater
| År          | Titel                                 | Rolle               | Instruktør         | Scene                                           |
| ----------- | ------------------------------------- | ------------------- | ------------------ | ----------------------------------------------- |
| 1992        | Brighton Beach Memoirs                | Stan                | Rita Tieghe        | Andrew's Lane, Dublin                           |
| 1996        | Six Characters in Search of an Author | The Son             | John Crowley       | Abbey Theatre                                   |
| 1996        | The Marriage of Figaro                | Cherubino           | Brian Brady        | Abbey Theatre                                   |
| 1996        | A Woman of No Importance              | Gerald Arbuthnot    | Ben Barnes         | Abbey Theatre                                   |
| 1997        | The Lonesome West                     | Father Welsh        | Garry Hynes        | Druid Theatre Co.                               |
| 1998        | Long Day's Journey into Night         | Edmund              | Karel Reisz        | The Gate, Dublin                                |
| 2000        | Dublin Carol                          | Mark                | Ian Rickson        | The Old Vic/Royal Court Theatre                 |
| 2000        | The Secret Fall of Constance Wilde    | Lord Alfred Douglas | Patrick Mason      | Abbey Theatre/Barbican, RSC                     |
| 2001        | The Coming World                      | Ed/Ty               | Mark Brickman      | Soho Theatre                                    |
| 2001        | Crave                                 | B                   | Vicky Featherstone | Royal Court Theatre                             |
| 2002        | Original Sin                          | Angel               | Peter Gill         | Sheffield Crucible                              |
| 2002        | The Cavalcaders                       | Rory                | Robin Lefevre      | Tricycle Theatre                                |
| 2003        | Playing the Victim                    | Valya               | Richard Wilson     | Told by an Idiot                                |
| 2004        | A Girl in a Car with a Man            | Alex                | Joe Hill-Gibbins   | Royal Court Theatre                             |
| 2005        | Aristocrats                           | Casimir             | Tom Cairns         | National Theatre Company                        |
| 2006        | Dying City                            | Craig/Peter         | James McDonald     | Royal Court Theatre                             |
| 2006–07     | The Vertical Hour                     | Philip Lucas        | Sam Mendes         | The Music Box, NY                               |
| 2008, 2018  | Sea Wall                              | Alex                | George Perrin      | The Bush Theatre and The Old Vic                |
| 2009        | Roaring Trade                         | Donny               | Roxana Silbert     | Soho Theatre                                    |
| 2009        | Cock                                  | M                   | James McDonald     | Royal Court Theatre                             |
| 2010        | Design for Living                     | Leo                 | Anthony Page       | The Old Vic                                     |
| 2011        | Emperor and Galilean                  | Julian              | Jonathan Kent      | Royal National Theatre                          |
| 2014        | Birdland                              | Paul                | Carrie Cracknell   | Royal Court Theatre                             |
| 2015        | The Dazzle                            | Langley Collyer     | Simon Evans        | Found111                                        |
| 2016        | Letters Live                          | Reader              |                    | Freemasons' Hall                                |
| 2017        | Hamlet                                | Hamlet              | Robert Icke        | Almeida Theatre & Harold Pinter Theatre         |
| 2019        | Present Laughter                      | Garry Essendine     | Matthew Warchus    | The Old Vic                                     |
| 2020        | Three Kings                           | Patrick             | Matthew Warchus    | The Old Vic (Old Vic: In Camera)                |
| 2023 & 2025 | Vanya                                 | All characters      | Sam Yates          | Duke of York's Theatre & Lucille Lortel Theatre |